# 中岩田 (豊橋市)
中岩田（なかいわた）は、愛知県豊橋市の地名。

## 地理
豊橋市中央部に位置する。東は東岩田1丁目・東岩田3丁目・東岩田4丁目、西は豊岡町・西岩田4丁目・西岩田5丁目・西岩田6丁目、南は飯村町、北は岩田町・平川本町3丁目に接する。

### 河川
- 山中川[1]

## 歴史

### 人口の変遷
国勢調査による人口および世帯数の推移。
| 1995年（平成7年）  | 1805世帯 5636人 |  |
| 2000年（平成12年） | 1958世帯 5819人 |  |
| 2005年（平成17年） | 1987世帯 5607人 |  |
| 2010年（平成22年） | 1931世帯 5209人 |  |
| 2015年（平成27年） | 1991世帯 5407人 |  |

### 沿革
- 1975年（昭和50年） - 中岩田1丁目が成立[2]。
- 1980年（昭和55年） - 4丁目が成立[2]。
- 1982年（昭和57年） - 2丁目・3丁目・5丁目・6丁目が成立[2]。

## 施設
- 豊橋市立岩田小学校[1]
- 豊橋市立豊岡中学校[1]
- 岩田保育園[1]
- 岩田校区市民館[1]
- 東部老人会館[1]
- 豊橋市中消防署東分署[1]
- 五反田公園[1]
- 中郷中公園[1]
- 岩鼻公園[1]
- 県営岩田団地[1]
- 浄土宗源立寺[1]
- 琴平神社[1]
- 八幡宮[1]

### WEB
1. ↑  “愛知県豊橋市の町丁・字一覧”.   人口統計ラボ. 2023年4月13日閲覧。
2. ↑  総務省統計局 (2017年1月27日). “平成27年国勢調査の調査結果(e-Stat) - 男女別人口及び世帯数 －町丁・字等” (CSV). 2021年7月21日閲覧。
3. ↑  “愛知県豊橋市の郵便番号一覧”.   日本郵便. 2023年4月13日閲覧。
4. ↑  “市外局番の一覧” (PDF).   総務省 (2022年3月1日). 2022年3月22日閲覧。
5. ↑  総務省統計局 (2014年3月28日). “平成7年国勢調査の調査結果(e-Stat) - 男女別人口及び世帯数 －町丁・字等” (CSV). 2021年7月20日閲覧。
6. ↑  総務省統計局 (2014年5月30日). “平成12年国勢調査の調査結果(e-Stat) - 男女別人口及び世帯数 －町丁・字等” (CSV). 2021年7月20日閲覧。
7. ↑  総務省統計局 (2014年6月27日). “平成17年国勢調査の調査結果(e-Stat) - 男女別人口及び世帯数 －町丁・字等” (CSV). 2021年7月21日閲覧。
8. ↑  総務省統計局 (2012年1月20日). “平成22年国勢調査の調査結果(e-Stat) - 男女別人口及び世帯数 －町丁・字等” (CSV). 2021年7月21日閲覧。
9. ↑  総務省統計局 (2017年1月27日). “平成27年国勢調査の調査結果(e-Stat) - 男女別人口及び世帯数 －町丁・字等” (CSV). 2021年7月21日閲覧。

### 書籍
1. 1 2 3 4 5 6 7 8 9 10 11 12 13 14 15 16  「角川日本地名大辞典」編纂委員会 1989, p. 1791.
2. 1 2 3  「角川日本地名大辞典」編纂委員会 1989, p. 920.